# Северо-Любинский
Се́веро-Лю́бинский — посёлок в Любинском районе Омской области России, административный центр Северо-Любинского сельского поселения.
Основан в 1932 году
Население — 1457 чел. (2010).

## Физико-географическая характеристика
Посёлок находится в пределах лесостепной зоны Ишимской равнины, являющейся частью Западно-Сибирской равнины. Речная сеть отсутствует. В окрестностях встречаются осиново-берёзовые колки, в понижениях небольшие болотца. Почвы — чернозёмы обыкновенные. Высота центра — 107 метров над уровнем моря.
По автомобильным дорогам расстояние до областного центра города Омск 58 км, до районного центра рабочего посёлка Любинский — 8,6 км, до посёлка Красный Яр — 11 км. Ближайшая железнодорожная станция расположена в посёлке Любинский.
Климат
Климат резко континентальный, со значительными перепадами температур зимой и летом (согласно классификации климатов Кёппена — влажный континентальный климат (Dfb) с тёплым летом и холодной и продолжительной зимой). Многолетняя норма осадков — 395 мм. Наибольшее количество осадков выпадает в июле — 63 мм, наименьшее в феврале и марте — по 14 мм. Среднегодовая температура положительная и составляет + 1,1° С, средняя температура января − 17,8° С, июля + 19,3° С.

## История
Образован в 1932 году как центральная усадьба совхоза № 220, образовавшегося на базе четвёртой фермы совхоза № 42. Впоследствии хозяйству был присвоен № 242 (затем название — совхоз «Северо-Любинский»). В новый совхоз ехали русские, украинцы, немцы, казахи, белорусы, татары. Немало было и крестьян, бежавших от коллективизации.
В 1947 году совхозу № 242 вручено переходящее Красное знамя ВЦСПС и Министерства совхозов СССР. В 1959 году совхоз стал племенным хозяйством по выращиванию молодняка красной степной породы крупного рогатого скота. В 1961 году в Северо-Любинском был открыт филиал Омского заочного сельскохозяйственного техникума. В 1965 году совхоз передан в подчинение Главному управлению животноводством Министерства сельского хозяйства СССР. В 1971 году совхозу присвоен статус государственного племенного завода по разведению красной степной породы крупного рогатого скота. В 1993 году госплемзавод преобразован в закрытое акционерное общество Племзавод «Северо-Любинский». В 1996 году начата газификация посёлка.

## Население
| 2010 |
| ---- |
| 1457 |